# David Gilson
David Gilson (* 1953 in England) ist ein englischer Dirigent und Tubist.

## Leben
David Gilson studierte in London an der Royal Academy of Music und dem London College of Music in den Studiengängen Tuba als Instrument und Orchesterleitung. Nach Meisterkursen unter anderem bei John Fletcher, dem Leiter des Philip Jones Brass Ensembles, trat Gilson als Militärmusiker den britischen Streitkräften bei. Nach 14 Jahren Dienst als Militärmusiker schloss er sich dem Dortmunder Opernorchester an.

## Tätigkeiten
Gilson leitete in den 1990er Jahren die Brass Band Oberschwaben-Allgäu sowie zeitweise die Deutsche Bläserphilharmonie.
Gilson dirigierte von 1990 bis 2016 die Stadtkapelle Sigmaringen, wo er als Stadtmusikdirektor angestellt ist. Bis zum Jahr 2015 leitete er auch das Stadtorchester Friedrichshafen. Außerdem unterrichtete er an der Städtischen Musikschule Sigmaringen Blechbläser.
Er war jedes Jahr als Dozent für Tiefes Blech sowie als Dirigent beim „Internationalen Sommerkurs für Sinfonisches Blasorchester“ dabei.

## Veröffentlichungen
- 1999: Brass-Band Oberschwaben-Allgäu: Brass Band made in Germany
- 1998: Deutsche Bläserphilharmonie: Collage[3]